# Hernádkércs
Hernádkércs is een plaats (község) en gemeente in het Hongaarse comitaat Borsod-Abaúj-Zemplén. Hernádkércs telt 334 inwoners (2001).